# Stanisław Parys
Stanisław Parys herbu Prawdzic (ur. ok. 1540 – zm. 4 marca 1593 roku) – kasztelan warszawski, kasztelan liwski w 1589 roku, kasztelan zakroczymski w 1584 roku, wojski warszawski w 1565 roku, starosta czerski od 1576 roku.
Poseł na sejm piotrkowski 1565 roku z ziemi czerskiej. Poseł na sejm lubelski 1566 roku z województwa mazowieckiego. Poseł na sejm piotrkowski 1567 roku z ziemi czerskiej.
W 1589 roku był sygnatariuszem ratyfikacji traktatu bytomsko-będzińskiego na sejmie pacyfikacyjnym. 